# Eccoptomera crypta
Eccoptomera crypta är en tvåvingeart som beskrevs av Gill 1962. Eccoptomera crypta ingår i släktet Eccoptomera och familjen myllflugor. Inga underarter finns listade i Catalogue of Life.